# Conquête de l'Amérique
L'expression conquête de l'Amérique, particulièrement employée par l'historiographie espagnole (Conquista de América) et portugaise, désigne l'ensemble des guerres qui ont opposé des armées de différentes nations européennes, principalement l'Espagne et le Portugal, aux peuples ou États indigènes d'Amérique, notamment les Aztèques, les Mayas et les Incas, à la suite de la découverte de l'Amérique par Christophe Colomb en 1492.

## Les principales guerres
- la conquête du Mexique par Cortés
- la conquête du Pérou par Pizarre
- la conquête des Muisca par Gonzalo Jimenez de Quesada
- les guerres indiennes menées par l'armée des États-Unis contre les tribus amérindiennes au XIXe siècle.